# Ralph Willard
Ralph Daniel Willard (Brooklyn, 28 marzo 1946) è un ex cestista, allenatore di pallacanestro e dirigente sportivo statunitense.
È il padre di Kevin Willard, a sua volta allenatore.